# Silly-le-Long
Silly-le-Long – miejscowość i gmina we Francji, w regionie Hauts-de-France, w departamencie Oise.
Według danych na rok 1990 gminę zamieszkiwało 909 osób, a gęstość zaludnienia wynosiła 80 osób/km² (wśród 2293 gmin Pikardii Silly-le-Long plasuje się na 313. miejscu pod względem liczby ludności, natomiast pod względem powierzchni na miejscu 363.).